# 皐月 (睦月型駆逐艦)
皐月（さつき）は、日本海軍の睦月型駆逐艦5番艦である。艦名は旧暦の5月のこと。日本海軍の艦艇名としては日本海海戦で鹵獲したロシア駆逐艦を改称した皐月に次いで2代目。

## 艦歴

### 建造～太平洋戦争緒戦
1923年（大正12年）度計画艦。7月19日、藤永田造船所で建造予定の駆逐艦に第27駆逐艦の艦名が与えられる。当初は大正14年2月末の竣工を目指していた。1923年（大正12年）12月1日に起工し、同型1-4番艦の起工日よりも早かった。
1924年（大正13年）4月24日、艦名を第27号駆逐艦に改称した。1925年（大正14年）3月25日に進水。11月15日に竣工、 佐世保鎮守府に所属した。
1928年（昭和3年）8月1日、皐月と改称した。改称後、書類上の起工日は1924年（大正13年）12月1日に改められている。
1940年（昭和15年）上旬、皐月が所属する第22駆逐隊各艦は修理に従事、その後佐世保軍港の警備をおこなった。11月以降、第22駆逐隊の睦月型駆逐艦4隻（皐月、文月、水無月、長月）は中国大陸沿岸部に進出し、日中戦争における封鎖作戦等に参加。
作戦行動中、第22駆逐隊は第五水雷戦隊に編入され、1941年（昭和16年）12月8日の太平洋戦争に突入した。第22駆逐隊はフィリピン攻略戦、ジャワ島攻略戦、バタビア沖海戦などに参加した。1942年（昭和17年）3月10日に第五水雷戦隊は解隊されたが、第22駆逐隊は引き続きジャワ海方面で船団護衛に従事した。
4月10日、日本海軍は本土から南太平洋にかけての海上輸送路を護衛するため、南西方面艦隊に第一海上護衛隊を編成した。第22駆逐隊も加わり、海上護衛任務に就いた。12月10日、第22駆逐隊は解隊された。

### ソロモン諸島での行動
1943年（昭和18年）1月20日、皐月は長月、文月と共に第八艦隊（三川軍一中将）を主力とする外南洋部隊に編入した。同月末からのガダルカナル島撤収作戦（ケ号作戦）に参加した。その後は中部ソロモン方面の輸送に従事した。
2月12日から13日、「皐月」は「文月」と共にショートランドからコロンバンガラ島へ糧食などを運ぶ運送艦「野島」を護衛した。続いて陸軍第41師団主力を東部ニューギニアのウェワクへ輸送する丙三号輸送に参加。輸送部隊に編入された「皐月」などは2月17日にパラオに到着した。輸送部隊は4つに分かれており、「皐月」は第四輸送隊に編入された。第四輸送隊は2月22日にパラオを出発し、2月26日にウェワクに到着した。揚陸は成功し、輸送部隊に被害はなかった。
2月25日、皐月と水無月、文月、長月で第三水雷戦隊に第22駆逐隊が再編成された。
3月、第二十師団の一部などのニューギニアのハンサ湾への輸送に参加（第一次ハンサ輸送）。輸送船6隻を駆逐艦「秋雲」、「夕雲」、「風雲」、「五月雨」とともに護衛した。船団は3月6日にパラオから出発し、3月12日にハンサ湾に到着。揚陸完了後船団はパラオへ戻ったが、「皐月」と「風雲」、「夕雲」はラバウルへ向かい、14日に到着した。
3月30日、「皐月」、「文月」、「長月」、「水無月」はフィンシュハーフェンへ陸兵などを揚陸した。
4月2日、「皐月」、「文月」、「長月」、「水無月」はフィンシュハーフェン輸送のためカビエンを出撃するが、米軍機の触接を受けて輸送作戦を中止した。帰路「文月」は敵機の攻撃で損傷し、他3隻は4月7日に再度出撃して4月8日にツルブへ兵員などを揚陸した。3隻は4月10日にもツルブへ兵員などを揚陸した。4月17日、「皐月」はイボキへ佐五特の一部を揚陸した。
5月28日、「皐月」は「長月」、「水無月」とともにコロンバンガラ島輸送のためブインを出撃したが、午後8時頃ブーゲンビル島南東沖合で「皐月」と「長月」が座礁した。29日朝までに離礁したが、「皐月」は修理のためラバウルへ向かった。6月4-5日には「天霧」、「望月」と、6月8-9日には「長月」と共にラバウルからツルブへの輸送に従事した。6月27日、「望月」、「夕凪」とともにコロンバンガラ島へ横七特の一部や物件約100トンを揚陸した。

### 昭和十八年中盤以降の戦い
6月30日、米軍はレンドバ島に上陸を開始、ニュージョージア島の戦いが始まった。第三水雷戦隊（秋山輝男少将）は6月30-7月1日、米軍の上陸を阻止するため皐月と駆逐艦新月、望月、夕凪の4隻で突入したが、視界不良で戦果はなかった。7月2日には皐月と新月、天霧、初雪、長月、望月で突撃隊を編制、夕張、夕凪、三日月を陽動隊としたが、米軍魚雷艇2隻を撃沈したのみだった。ほぼ同編制で行われた7月4-5日のコロンバンガラ島緊急輸送作戦では米軍駆逐艦ストロングを撃沈したが、輸送は失敗した。
7月5日、秋山少将は直率隊（新月、涼風、谷風）、第一次輸送隊（望月、三日月、浜風）、第二次輸送隊（天霧、初雪、長月、皐月）という戦力で出撃した。ウォルデン・L・エインズワース少将が率いる米巡洋艦3隻、駆逐艦4隻が迎撃し、クラ湾夜戦が勃発した。直率隊などが交戦する間に長月と皐月は揚陸をめざしたが、長月が座礁した。長月は物資と兵員を揚陸し、皐月は長月の曳航を試みたが失敗した。6日午前4時、皐月は曳航作業を中止してコロンバンガラ島に向かい物資を揚陸、撤退した。クラ湾夜戦で新月が沈没して秋山少将は戦死、長月も放棄された。
7月9日の輸送作戦は主隊（重巡鳥海、軽巡川内）、警戒隊（雪風、夕暮、谷風、浜風）、輸送隊（皐月、三日月、松風、夕凪）でブインからコロンバンガラ島へ向かい、陸兵1200名と物資85トンの輸送に成功した。12日、第二水雷戦隊(伊崎俊二少将)の警戒隊（神通、清波、雪風、浜風、夕暮、三日月）がラバウルから、輸送隊（皐月、水無月、夕凪、松風）がブインから出撃、合流してコロンバンガラ島へ向かった。23時にエインズワース少将の米巡洋艦3・駆逐艦10隻と遭遇し、コロンバンガラ島沖海戦が勃発した。輸送隊は陸兵1200名と物資20トンの揚陸に成功したが、神通が沈没し伊崎少将が戦死した。揚陸後に皐月と水無月が乗員の捜索を行ったが発見できず、帰投した。
クラ湾夜戦とコロンバンガラ島沖海戦で日本軍は米水上部隊に大打撃を与えたと判断し、コロンバンガラ島方面での敵艦隊撃滅と輸送作戦を行うことになった。第七戦隊司令官西村祥治少将を指揮官とし、主隊（熊野、鈴谷）、水雷戦隊（川内、皐月、水無月、雪風、浜風、清波、夕暮）、輸送隊（三日月、夕凪、松風）で16日夜にラバウルを出発、ブインへ向かった。初雪と望月が先行してブインに到着、望月が皐月に横付けして物資や重油を移載した。17日と18日にブインは空襲を受け、初雪が沈没、皐月と水無月、望月が損傷した。艦隊はラバウルへ帰投、戦力を再編して18日に再出撃し、19日-20日に輸送に成功したが、空襲で清波と夕暮が沈没、熊野が損傷した。皐月など増援部隊艦艇はラバウルに後退し、修理を行った。。
7月27日に駆逐艦有明と三日月がツルブ輸送中に座礁、28日の空襲で沈没した。皐月と川内、望月が救援のためラバウルを出撃するが、駆逐艦秋風が現場に到着して生存者を救助し、皐月などは反転し帰投した。29日に皐月と望月の応急修理が完成した。2隻は熊野を護衛してラバウルを出発、トラック泊地に向かった。その後、皐月など第三水雷戦隊の各艦は内地に帰投し、修理と整備を行った。
呉工廠で整備を終えた皐月は、9月16日に再びラバウルに進出した。ニュージョージア島の戦いは日本軍の敗北が決定的になり、9月28-30日にコロンバンガラ島からの撤退作戦（セ号作戦）の第一次作戦が行われた。夜襲部隊（秋雲、風雲、夕雲、磯風、時雨、五月雨）、輸送隊（皐月、水無月、文月）、警戒隊（天霧）、陽動隊（松風）の計11隻が参加し、28日夜にはコロンバンガラ島北岸で2685名を収容した。輸送隊4隻は米軍魚雷艇・駆逐艦の襲撃を切り抜け、チョイセル島スンビへ撤退した。
10月1日の第二次作戦には、夜襲舞台に五月雨(夜襲部隊)、警戒隊に夕凪が加わった。米軍は巡洋艦・駆逐艦・魚雷艇を投入し、襲撃部隊と夜間戦闘を行うが双方に決定的な損害はなかった。輸送隊（皐月、水無月、文月）は人員の移乗を始めたが、敵艦を気にするあまり1450名を乗せた時点で収容を打ち切り、舟艇3隻と621名を残して去ったという。米艦隊や魚雷艇の襲撃で舟艇5隻が沈没。作戦全体で機動舟艇隊170名が戦死、撤収部隊は200名が戦死して約1万2000名が生還した。
第三水雷戦隊はその後も輸送任務に従事した。10月24日、望月が空襲で沈没した。25日、皐月は海図にない暗礁に触れてスクリューを破損、安全速力が16ノットしか出せなくなった。パラオを経由して佐世保へ戻り、修理に従事した。12月、修理を終えた皐月はラバウルへ戻り、月明期の中断から再開された輸送作戦に従事した。

### 昭和十九年の戦い
その頃、大本営はラバウル方面の兵力を増強するため陸軍部隊を内地からカビエンへ輸送することになり、連合艦隊はこの輸送を『戊号輸送作戦』と命名した。同作戦支援のため第二航空戦隊（空母龍鳳、飛鷹）航空隊から零式艦上戦闘機36機がニューアイルランド島・カビエンへ派遣された。
戊一号輸送部隊（戦艦《大和》、駆逐艦《谷風、山雲》）は12月25日トラック泊地着。作戦参加艦艇は「大和」より陸兵や物資を移載。戊三号輸送部隊第一部隊（重巡《熊野、鈴谷》、駆逐艦《谷風、満潮》）は12月31日カビエン着、物資を揚陸した。戊三号輸送部隊第二部隊（軽巡《能代、大淀》、駆逐艦《秋月、山雲》）は1944年（昭和19年）1月1日カビエンに到着して揚陸に成功したが、米37.2任務部隊の所属空母、バンカー・ヒルとモンテレー艦載機約85-100機の襲撃を受け、各艦に若干の損傷があった。
1944年（昭和19年）1月3日、第22駆逐隊（文月、皐月）は輸送隊掩護のためラバウルを出撃、カビエンへ向かった。
1月4日午前1時、カビエン着。戊号二号輸送部隊（重巡《妙高、羽黒、利根》、駆逐艦《白露、藤波》）も同日0433カビエン着、午前6時には揚陸を終えてトラックへ向かった。22駆（文月、皐月）は午前7時前にはカビエンを出発、ラバウルへ向かう。この時、索敵中の陸上攻撃機がカビエン東約170浬に空母2隻、戦艦2隻、巡洋艦駆逐艦5隻の機動部隊を発見し、各方面に通達していた。
37.2任務部隊の艦載機約80機は戊第二号輸送部隊を発見できず2隻（皐月、文月）に殺到する。友軍機の援護のないまま約20分間の対空戦闘を実施、爆撃や雷撃を全て回避したものの至近弾および機銃掃射により両艦死傷計40名以上を出し、撃墜15機（不確実6）を記録した。
対空戦闘中、飯野忠男少佐（皐月艦長）は左足を砕かれる重傷を負う。軍医により切断処置を受けても艦橋で指揮を執っていたが、ラバウル帰投・入院後に死亡した。第八艦隊司令長官鮫島中将は、間接的に戊二号輸送部隊を護った駆逐艦2隻（文月、皐月）と乗組員の功績を全軍に対し布告した。南東方面艦隊司令長官草鹿任一中将は飯野艦長（当時生存中、翌朝死去）を見舞い、日本刀を授与している。
1月前半は月明期のため輸送作戦は実施できず、各艦はトラック方面に移動を開始。損傷していた「皐月」も修理を兼ねて回航された。1月13日、輸送船「羽黒丸」が空襲を受け沈没、「皐月」は生存者を乗せてトラック泊地へ先行した。
連合艦隊は1月15日附で第4駆逐隊（野分、舞風、山雲）を南東方面艦隊に編入、18日附で第7駆逐隊2隻（漣《1月14日沈没書類上在籍》、曙）を北方部隊（第五艦隊）に復帰させた。当時の南東方面部隊襲撃部隊は、一番隊（舞風、野分、山雲）、二番隊（文月、水無月、皐月、松風）、附属（夕張、天霧、夕月、秋風、夕凪）という戦力である。15日、皐月新艦長として杉山少佐が着任。
1月19日、給糧艦「伊良湖」は、駆逐艦3隻（皐月、曙、潮）と、同艦および輸送船2隻（日昌丸、日蘭丸）の横須賀回航の日程・航路を各方面に発信する。「皐月」は「伊良湖」の警戒艦だった。1月20日、「皐月」は「伊良湖」を護衛してトラックを出発。
だがその日のうちにトラック北方で米潜水艦シードラゴンに襲撃され、被雷した伊良湖は航行不能。皐月は爆雷攻撃をおこなう。救難のため駆逐艦 涼風が現場へ急行。さらに重巡洋艦「鳥海」等も救援にかけつけ、伊良湖は沈没を免れてトラック泊地へ向かった。
皐月はサイパンに回航。米潜水艦「ハダック」の雷撃で損傷した空母雲鷹が停泊しており、潮、曙、初霜と共に護衛にあたった。1月27日にサイパンを出発。2月1日、悪天候で危機に陥った艦隊に重巡高雄、駆逐艦玉波が合流した。皐月など護衛艦は燃料不足に陥り、一旦横須賀に入港して燃料補給をおこなうと、再び護衛任務に戻った。2月7日夜、横須賀に到着した。皐月は横須賀から佐世保に移動し、2月11日から修理に入った。2月中旬、トラック島空襲で僚艦の文月が沈没した。

### 船団護衛任務
4月上旬、船団部隊指揮官鶴岡信道少将（第三護衛船団司令官）の指揮下、護衛艦4隻（駆逐艦《皐月》、海防艦《満珠、笠戸、4号》）、加入船舶（清洋丸、阿蘇山丸、能登丸、東山丸、三池丸）で東松第五号船団が編成される。4月7日午前3時30分、東松第五号船団（旗艦「皐月」）は東京湾を出撃、パラオへ向かう。パラオ空襲の情報があったため4月10日父島に避泊。4月18日に再出撃し、24日11時30分パラオに到着した。
「清洋丸」以外の各艦は4月26日パラオを出発。27日、「三池丸」が被雷沈没、2隻（阿蘇山丸、笠戸）も被雷損傷したためパラオに引き返す。米潜水艦トリガー(USS Trigger, SS-237)の戦果だった。船団はパラオに引き返し、28日に4隻（皐月、第4号海防艦、東山丸、能登丸）で出発、5月4日午後7時、東京湾に到着した。
本艦が護衛作戦従事中の5月1日、第22駆逐隊に神風型駆逐艦9番艦「夕凪」が編入されて同隊は3隻（皐月、水無月、夕凪）となる。
5月上旬、船団部隊指揮官鶴岡信道少将（第三護衛船団司令官）の指揮下、護衛艦3隻（駆逐艦《皐月》、海防艦3隻《天草、4号、6号》）、輸送船3隻（東山丸、能登丸、さんとす丸）で東松第八号船団が編成される。
5月14日午前4時30分、鶴岡少将（旗艦「皐月」）指揮下の船団は館山を出撃。損害なく5月19日サイパン島到着。輸送船団司令部は皐月の護衛について「とにかく護衛艦中に一隻でも駆逐艦を有するということは強味であった」と回想した。睦月型駆逐艦は護衛指揮官の乗艦としても適していたという。
6月6日、水無月が米潜水艦ハーダーに撃沈された。7月4日に父島で空襲を受け至近弾により損傷、横須賀で修理。その後は内地とシンガポール間の船団護衛に従事した。
第22駆逐隊は8月20日に解隊された。皐月と夕凪は卯月、皐月、秋風の所属する第30駆逐隊に編入し、瀬戸内海で戦隊訓練や対潜訓練を実施しながら護衛任務に加わった。8月25日、船団護衛任務中の夕凪が米潜水艦ピクーダに撃沈された。
9月6日、皐月は神威船団（神威、旭東丸、興川丸）を護衛してシンガポールを出発。マニラ地区空襲の恐れがあったため、ブルネイ等を経由・仮泊しながら航海を続ける。
本艦が神威船団護衛中の9月17日、日本からシンガポールへ向かうヒ75船団から水上機母艦「秋津洲」と特設巡洋艦「西貢丸」、第30駆逐隊（夕月、卯月）が分離、フィリピンマニラ港へ向かう。このあと「西貢丸」は米潜水艦フラッシャー(USS Flasher, SS-249)に撃沈された。
9月20日夜、神威船団（神威、旭東丸、興川丸、皐月、駆潜艇2隻）はマニラに入港した（艦長の証言によると21日の夜明け前に到着）。
21日午前5時、夕月、秋風と共にマタ27A船団を護衛してマニラを離れた。
同日、燃料補給後にマタ27船団に追いつこうとしていた皐月は、マニラ湾で米艦載機の攻撃を受けた。
24〜30ノットで対空戦闘を行ったが、最初の空襲で左舷の至近弾で復水器が破壊され、片舷航行、最大速力20ノット以下に低下した。複数の至近弾があり負傷者を陸地へ移送、軍医長と水雷長、航海長を派遣したため、艦橋には艦長、砲術長、操舵員の3名しかいなかったという。午後に第一缶室に爆弾が命中、速力が落ちた所で艦前部に爆弾が命中、さらに複数の命中弾を受け、15時45分に沈没した。
生存者は陸上からの大発動艇や給糧艦伊良湖等に救助された。戦死者52名、重軽傷者42名。米軍による沈没地点北緯14度35分 東経120度45分 / 北緯14.583度 東経120.750度。乗員は日本に帰還し、後のマニラの地上戦に巻き込まれなかった。11月10日、帝国駆逐艦籍から除籍された。

## 最終時兵装
1944年（昭和19年）8月20日の調査によると本艦の兵装は12cm単装砲3門、61cm3連装魚雷発射管2基、25mm3連装機銃3基、同連装2基、同単装9基、13mm単装機銃5基となっている。

## 歴代艦長
※『艦長たちの軍艦史』253-254頁による。

### 艤装員長
1. 佐野哲 少佐：1925年4月15日 -

### 艦長
1. 佐野哲 少佐：1925年11月15日 - 1927年11月15日[121]
2. 石戸勇三 中佐：1927年11月15日 - 1928年5月7日
3. 原顕三郎 中佐：1928年5月7日 - 1928年12月10日[122]
4. 山本正夫 少佐：1928年12月10日[122] - 1929年11月1日[123]
5. 古木百蔵 少佐：1929年11月1日 - 1931年7月16日[124]
6. （兼）益田康彦 少佐：1931年7月16日[124] - 1931年11月2日[125]
7. 松原博 少佐：1931年11月2日 - 1934年2月1日[126]
8. 橘雄次 少佐：1934年2月1日 - 1934年11月15日
9. 野間口兼知 少佐：1934年11月15日 - 1936年12月12日[127]
10. 阿部徳馬 少佐：1936年12月12日[127] - 1937年11月15日[128]
11. （兼）大島一太郎 少佐：1937年11月15日[128] - 1938年1月13日[129]
12. 山隈和喜人 少佐：1938年1月13日 - 1938年12月1日[130]
13. （兼）久保木英雄 少佐：1938年12月1日 - 1939年11月15日[131]
14. 松崎辰治 少佐：1939年11月15日 - 1941年9月10日[132]
15. 池田周作 少佐：1941年9月10日 -
16. 杉原与四郎 少佐：1942年6月10日 -
17. 小島三郎 大尉：1943年5月20日 -
18. 小泉四郎 少佐：1943年5月26日 -
19. 飯野忠男 少佐：1943年9月1日 - 1944年1月4日戦死
20. 杉山忠嘉 少佐：1944年1月8日 -